# Praia de Santa Rita (Ilha de São Tomé)
A Praia de Santa Rita é uma praia do Arquipélago de São Tomé e Príncipe, localiza-se a Norte da ilha do Príncipe próxima ao local do Precipício e do povoado de Santa Rita, entre a foz do Rio Peixoto e o Ilhéu Bombom.